# ديالا الدباس
ديالا الدباس (4 نوفمبر 1969-) لاعبة رياضية سابقة وإعلامية أردنية.

## حياتها
تخصصت بمجال إدارة الفنادق وعملت في عدة فنادق لفترة ما تقارب العشرة سنوات، وأيضاً عملت في مجال العلاقات العامة ومتابعة شؤون الزبائن والموارد البشرية، كما عملت مديرة إدارية في الأكاديمية العربية للعلوم المالية والمصرفية لمدة أربعة عشر عاماً.كانت لاعبة سابقة في المنتخب الوطني لكرة السلة والنادي الاهلي لكرة السلة وكرة اليد، اعتكفت عن لعب كرة السلة لمراعاة العمر. شجعت فتيات الأردن على قيادة الدراجات النارية التي تقوم هي نفسها بقيادتها

## مشوارها المهني
خلال حرب الخليج الأولى والثانية قابلت كبار الصحفيين والإعلاميين خلال تغطيتهم للحرب آنذاك، وأصبحت على معرفة بأسماء القنوات العالمية والإعلاميين مما منحنها ثقافة في هذا المجال نوعاً ما.
دخلت مجال الإعلام قبل عام 2011 بمحض الصدفة وعرض عليها العمل كمقدمة في قناة رؤيا وقدمت خلاله برنامج «دنيا يا دنيا» الصباحي لمدة أربعة أعوام إضافة للمناسبات وتغطية الأحداث كما قدمت برنامج «مطبخ رؤيا» في رمضان
عام 2014 قدمت استقالتها من قناة رؤيا دون الإفصاح عن السبب
قدمت بعدها برنامج «كابسة»، على إذاعة «صوت الغد» لكنه هيئة الإعلام المرئي والمسموع، أوقفته وذلك على خلفية حلقة بثت تضمنت «إساءات لرموز دينية ومعلومات غير دقيقة وغير مهنية».
كما قدمت برنامج شو ع بالي على قناة فكرزيون عبر اليوتيوب وعام 2016 قدمت برنامج الحكي صح على إذاعة راديو نشامى اف ام.
وخلال الانتخابات النيابية عام 2016 قدمت برنامج انتخب مع ديالا الدباس واستضافت فيه المرشحين للنيابة 
عام 2018 عادت ببرنامج 6 خمسة على 
قناة صوت الأردن
عام 2019 قدمت برنامج الطبخ «ست النكهات» على قناة رؤيا